# Борис Касабов
Борис Касабов е български спортен журналист и коментатор.

## Кариера
Касабов е роден на 18 септември 1954 г.
Борис Касабов е завършил Техническия университет в София, специалност „Хидро и пневмо задвижване и управление“. Работи като инженер-конструктор в продължение на 13 години.
От 1989 г. е футболен коментатор в програма „Хоризонт“ на Българското национално радио. От 1992 г. до 1999 г. е репортер, редактор, коментатор и водещ в Българската национална телевизия.
Отразява световните първенства по футбол през 1994 и 1998 г., Европейското през 1996 г., както и Зимните олимпийски игри (1994, 1998) и Летните олимпийски игри (1996).
От 1999 до 2010 г. е главен редактор в RING, от 2010 г. е спортен коментатор в „Евроспорт“ (България), а впоследствие – и в bTV Media Group.
Коментира по Eurosport, BTV и каналите на Булсатком. Коментира футбол и бързо пързаляне с кънки. Известен е с гафа си през 1995 година. Тогава Касабов обърква Емил Костадинов със Златко Янков. Фен е на Левски София, Реал Мадрид и Байерн Мюнхен.